# Homer (Alaska)
Homer és una població dels Estats Units a l'estat d'Alaska. Segons el cens del 2005 tenia 5.364 habitants.

## Demografia
Segons el cens del 2000, Homer tenia 3.946 habitants, 1.599 habitatges, i 1.008 famílies La densitat de població era de 144 habitants/km².
Dels 1.599 habitatges en un 34,6% hi vivien nens de menys de 18 anys, en un 48,3% hi vivien parelles casades, en un 10,1% dones solteres, i en un 36,9% no eren unitats familiars. En el 29,4% dels habitatges hi vivien persones soles el 6,1% de les quals corresponia a persones de 65 anys o més que vivien soles. El nombre mitjà de persones vivint en cada habitatge era de 2,4 i el nombre mitjà de persones que vivien en cada família era de 2,99.
Per edats la població es repartia de la següent manera: un 27,6% tenia menys de 18 anys, un 7,2% entre 18 i 24, un 26,9% entre 25 i 44, un 28,2% de 45 a 60 i un 10,1% 65 anys o més.
L'edat mitjana era de 39 anys. Per cada 100 dones hi havia 97,8 homes. Per cada 100 dones de 18 o més anys hi havia 98,7 homes.
La renda mitjana per habitatge era de 42.821 $ i la renda mitjana per família de 53.571 $. Els homes tenien una renda mitjana de 38.063 $ mentre que les dones 30.494 $. La renda per capita de la població era de 21.823 $. Aproximadament el 7,7% de les famílies i el 9,3% de la població estaven per davall del llindar de pobresa.

## Poblacions més properes
El següent diagrama mostra les poblacions més properes.